# جون أتاناسوف
جون أتاناسوف (بالإنجليزية: John Vincent Atanasoff)‏ (و. 1903 – 1995 م) هو فيزيائي، ومهندس، وأستاذ جامعي، ورياضياتي، وعالِم حاسوب من الولايات المتحدة الأمريكية . ولد في ملبري .
توفي في فنزويلا، عن عمر يناهز 92 عاماً.

## التعليم
تعلم في جامعة ويسكونسن-ماديسون، وجامعة فلوريدا.

## مناصب وهيئات
أدار جامعة ولاية آيوا.

## جوائز
حصل على جوائز منها:
- القلادة الوطنية للتكنولوجيا والابتكار.